# 589
Раннє Середньовіччя. Триває чума Юстиніана. У Східній Римській імперії продовжується правління Маврикія. Лангобарди частково окупували Італію і утворили в ній Лангобардське королівство. Франкське королівство розділене між синами Хлотара I. Іберію займає Вестготське королівство. В Англії розпочався період гептархії. Авари та слов'яни утвердилися на Балканах.
У Китаї завершився період Північних та Південних династій. Династія Чень, що правила на півдні, знищена, і весь Китай об'єднала династія Суй. Індія роздроблена. В Японії триває період Ямато. У Персії править династія Сассанідів. Степову зону Азії та Східної Європи контролює Тюркський каганат, розділений на Східний та Західний.
На території лісостепової України в VI столітті виділяють пеньківську й празьку археологічні культури. VI століття стало початком швидкого розселення слов'ян. У Північному Причорномор'ї співіснують різні кочові племена, зокрема кутригури, утигури, сармати, булгари, алани, авари, тюрки.

## Події
- Чума забрала численні жертви в Римі, зокрема Папу Римського Пелагія II.
- Зі змінним успіхом продовжується війна між Візантією й Персією.
- Франки провели невдалий похід проти візіготів на Септиманію.
- 15 травня король лангобардів Автарій одружився з Теоделіндою.
- Упала остання із Південних династій Китаю, династія Чень, династія Суй встановила правління над усім Китаєм.
- На третьому Толедському соборі король візіготів Реккаред I відкинув аріанство й перейшов у католицизм.
- Церковний собор у Нарбонні постановив, що священики повинні вміти читати.
- Скінчилась перша персько-тюркська війна.